# Warner Bros. Movie World
Warner Bros. Movie World is een themapark in Gold Coast (Queensland) in Australië. Het park is eigendom van Village Roadshow Theme Parks sinds de overname van Time Warner en is het enige op films gebaseerde pretpark in Australië. Het park opende op 3 juni 1991 en is het gehele jaar geopend.
Naast de mechanisch aangedreven attracties zijn er ook verschillende shows.
In 2024 opende het attractiepark drie nieuwe achtbanen, waarvan twee in het nieuwe themagebied Wizard of Oz zijn gebouwd. Hiermee stak het Gold Reef City voorbij als park met de meeste achtbanen van het zuidelijk halfrond.

## Attracties
Het park bevat verschillende attracties, die allemaal gethematiseerd zijn naar films. In het park zijn zeven achtbanen en twee waterattracties te vinden. Hier is onder meer de langste, hoogste en snelste achtbaan van de het zuidelijk halfrond en de achtbaan met de op twee na steilste eerste afdaling ter wereld.

### Achtbanen
| Naam                       | Jaar opening | Type                         | Bouwer        |
| -------------------------- | ------------ | ---------------------------- | ------------- |
| DC Rivals HyperCoaster     | 2017         | Megacoaster                  | MACK Rides    |
| Flight of the Wicked Witch | 2024         | Hangende achtbaan            | Vekoma        |
| Green Lantern Coaster      | 2011         | El Loco                      | S&S Worldwide |
| Kansas Twister             | 2024         | Shuttle tweelingachtbaan     | Vekoma        |
| Road Runner Rollercoaster  | 2000         | Kinderachtbaan               | Vekoma        |
| Scooby-Doo Spooky Coaster  | 2002         | Overdekte wildemuis-achtbaan | MACK Rides    |
| Superman Escape            | 2005         | Stalen lanceerachtbaan       | Intamin AG    |
| The Flash: Speed Force     | 2024         | Shuttle-achtbaan             | Intamin       |

### Voormalige achtbanen
| Naam                          | Operationele jaren | Type                | Bouwer |
| ----------------------------- | ------------------ | ------------------- | ------ |
| Arkham Asylum - Shock Therapy | 1995 - 2019        | Omgekeerde achtbaan | Vekoma |

## Filmstudio's
In het Movie World-complex zijn verschillende filmstudio's in bedrijf. House of Wax, de Scooby-Doo-films, de Peter Pan-film van het jaar 2003 en Ghost Ship zijn enkele van de films en tv-series geproduceerd in de Warner Roadshow Studios.